# Policzna (gmina w województwie białostockim)
Policzna – dawna gmina wiejska istniejąca 1952–1954 w woj. białostockim (dzisiejsze woj. podlaskie). Siedzibą gminy była Policzna.
Gmina została utworzona w dniu 1 lipca 1952 roku w woj. białostockim, w powiecie bielskim, z części gmin Kleszczele i Hajnówka (Topiło). W dniu powołania gmina składała się z 9 gromad: Biała Straż, Górny Gród, Kuraszewo, Policzna, Starzyna, Topiło, Wierstok, Wiluki i Wojnówka.
1 stycznia 1954 gmina weszła w skład nowo utworzonego powiatu hajnowskiego.
Gmina została zniesiona 29 września 1954 roku wraz z reformą wprowadzającą gromady w miejsce gmin. Jednostki nie przywrócono 1 stycznia 1973 roku po reaktywowaniu gmin.
Gmina Policzna stanowiła skrawek przedwojennego województwa poleskiego, należący uprzednio do gminy Wierzchowice i powiatu brzeskiego, a który po wojnie pozostał w Polsce (jedynie Starzyna, Topiło i Wiluki należały przed wojną do gminy Białowieża w powiecie bielskim). Zniesienie gminy Policzna ostatecznie zatarło ostatni ślad historycznej odrębności tego poleskiego skrawka pozostającego na terytorium Polski.